# Чийсь козел
Чийсь козел (англ. Anybody's Goat) — американський кінофільм Роско Арбакла 1932 року.

## Сюжет
У Лондоні на початку 19 століття народився хлопчик на ім'я Віктор. Його батьки колись були заможними людьми, але через скрутне становище в країні всі їхні статки довелось обміняти на їжу. Вбогі і нужденні дитячі роки вплинули на все подальше життя Віктора. Одного дня, коли в коморі не залишилось навіть крихти хліба, мати Віктора вирішила піти на заробітки. Батько всіляко намагався переконати жінку залишитись удома, адже вона єдина була спроможна навести бодай якийсь лад у домі після того, як всіх служниць довелось розпустити. Та все ж мати влаштувалась тесляркою в місцевій майстерні. Щодня вона працювала без відпочинку, аби заробити хоча би копійчину на хліб. Але країна так збідніла, що навіть за місяць невпинної роботи жінка не заробила жодного фунта. Віктор змарнів настільки, що вже навіть не підіймався з ліжка. Батько покинув сім'ю і вирушив в Угорщину до своїх родичів. Так пройшло ще декілька місяців. Десятирічний Віктор, зібравши останні сили свого виснаженого тіла, вирушив на пошуки кращої долі. Він пішов, коли матері не було вдома, щоб уникнути довгих і сумних прощань. Вона навіть не здогадувалась про наміри свого сина. Віктор вирушив на схід, у Стамбул. Мандрівка його тривала півроку, адже хлопець був вкрай слабким. Нарешті, діставшись міста, він одразу ж зайшов у місцеву таверну і попросив склянку води. Почувши його вимову, власник відмовив. "Ми не дамо ані крихти хліба, ані краплі води колонізаторам. Іди геть і не вертайся!" Віктор здивувався, але не став сперечатися і мовчки пішов. "Як це дивно, — думав хлопець. — Чим я заслужив на таке ставлення?" Та те ж саме спіткало хлопця і в наступній таверні, і в тій, що була після неї. Обійшовши майже все місто і вже ледь не падаючи з ніг, Віктор вирішив повернутися додому, у Лондон. Виснажений, заморений, він повертався додому цілий рік, адже сил у нього майже не залишилось. Удома на нього чекало ще більше горе. Мати, ставши заможнішою, ніж їхня сім'я була колись, відбудувала маєток, вийшла заміж за графа Вільгельма і народила від нього четверо дітей. Вона не впізнала Віктора і вирішила, що це якийсь місцевий безхатько. Жінка забула про своє голодне минуле і тепер цуралась всіх, хто нагадув їй про нього. Віктор вирушив до своєї бабусі Агати і батька в Угорщину. Там його прийняли ласкаво і юнак нарешті відчув душевний і тілесний спокій. На величезному подвір'ї бабусиного маєтку гуляла худоба. "Чий це козел?", — спитав хлопчик, вказуючи на одну з тварин. "Чийсь козел", — відповідає йому бабуся, — приблудився він до нас на початку війни, так і залишився". Бабуся розповіла, що тільки завдяки цьому козлу вони не померли від голоду. Він врятував усю родину від страшної смерті, яка неминуче настала би, якби не козел. "Козел — наш рятівник, — казала бабуся. — Ми безмежно вдячні Богові, що послав нам цю чудесну істоту". Поки Віктор розмовляв з бабусею, козел тихо підійшов до них. Його розумні очі дивились згори з ніжністю, він лагідно усміхався і думав про Бога. Нарешті, повернувся батько Віктора. Побачивши козла, що височів над його матір'ю та сином, він зомлів. "Що це за козел і звідки він тут?", — несамовито прокричав чоловік. "Чийсь козел", — спокійно відповіла йому бабуся. — Він врятутав нас від голодної смерті". Батько підібрав з землі свої речі і пішов у дім. Маєток був настільки великим, що навіть козел міг вільно заходити через парадні двері. Козел пішов услід за чоловіком у будинок і на цьому фільм завершується.  

## У ролях
Монте Коллінз